# Gutturaler Laut

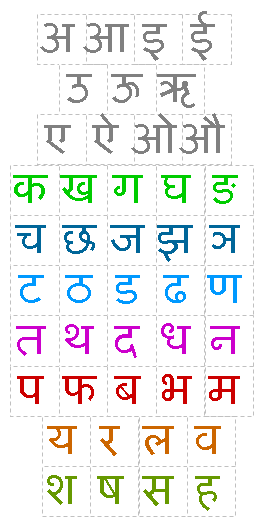
Aufbau des Devanagari-Alphabets – oben (grau) die Vokale, dann die Konsonanten (angefangen mit den Gutturalen in grün)

Guttural (von lat. guttur „Kehle“) ist eine Bezeichnung für Sprachlaute, deren Bildungsort man anatomisch unpräzise in der „Kehle“ (daher auch die Bezeichnung „Kehllaut“) lokalisierte. Während der Begriff in der Phonetik aufgrund dieser Ungenauigkeit nicht mehr verwendet wird, ist er in verschiedenen Philologien weiterhin in Gebrauch.
Nach dem Oxford English Dictionary wurde die Bezeichnung ursprünglich für die uvularen, pharyngalen und glottalen Laute des Hebräischen verwendet. In der Indologie bezeichnete man Laute mit einem velaren Artikulationsort als guttural. Während der Begriff in der Hebraistik also keine genau definierte Stelle bezeichnete, sondern als Sammelbezeichnung für verschiedene in der Kehle gebildete Laute diente, steht die Bezeichnung in der Indologie in der Tradition der alten indischen Grammatiker, welche die velaren Laute als „कण्ठ्य“ (dt.: Halslaute, Kehllaute) bezeichneten.
Die Angaben darüber, welche Artikulationsorte als guttural bezeichnet werden können, schwanken. Hadumod Bußmann nennt Postalveolare, Palatale, Velare und „bisweilen auch“ Uvulare. Helmut Glück nennt die Artikulationsorte von postpalatal bis glottal. Otto von Essen (1979: 75) beschreibt guttural als „postpalatal, velar, uvular“.
Zur Verdeutlichung: Nach Otto von Essens Definition sind die folgenden Laute des Deutschen guttural: [k], [g], der Ach-Laut [x], der uvulare Vibrant [R], der sog. Knacklaut (Kehlkopfverschlusslaut) [ʔ] und [h]. In Phonemen ausgedrückt sind dies die Phoneme /k/, /g/, /h/ und ein Allophon [x], das neben dem Ich-Laut zu einem gemeinsamen Phonem gehört; außerdem das Allophon [R], das mit anderen Allophonen zusammen das Phonem /R/ wiedergibt. Die Palatalen gehören nach von Essen nicht dazu, nach Bußmann aber doch. Der Ich-Laut wäre also nach Bußmanns Definition ein Guttural, nach der von Glück und von Essen aber nicht.
Umgangssprachlich werden vornehmlich besonders „kehlig“ klingende Laute als guttural bezeichnet, unabhängig von der genauen Artikulationsstelle. Als Beispiel nennt das Oxford English Dictionary den deutschen Ach-Laut. Zwar werden die Phoneme /g/ und /k/ nahezu an der gleichen Stelle gebildet, aber wegen des fehlenden Reibegeräuschs nicht als „guttural“ empfunden. Auch im Hebräischen zählen sie nicht zu den Gutturalen und unterliegen nicht den diese betreffenden Lautgesetzen wie etwa der Verdunklung der Vokale im Umfeld des Gutturals. Die umgangssprachliche Bedeutung des Wortes („kehlig klingend“) ist auch maßgeblich beim gutturalen Gesang, der insbesondere von Metal-Bands eingesetzt wird.